# Himantoides undata
Himantoides là một chi bướm đêm thuộc họ Sphingidae, chỉ có 1 loài, Himantoides undata, sinh sống ở Jamaica.